# Team Flanders-Baloise
Team Flanders-Baloise (Kod UCI: TFB) – belgijska zawodowa grupa kolarska.
Od sezonu 2005 grupa zarejestrowana w dywizji UCI Professional Continental Teams.

## Nazwa grupy w poszczególnych latach
| lata      | nazwa                                 |
| --------- | ------------------------------------- |
| 1994–2000 | Vlaanderen 2002–Eddy Merckx           |
| 2001–2004 | Vlaanderen–T-Interim                  |
| 2005      | Chocolade Jacques–T-Interim           |
| 2006–2007 | Chocolade Jacques–Topsport Vlaanderen |
| 2008      | Topsport Vlaanderen                   |
| 2009–2012 | Topsport Vlaanderen-Mercator          |
| 2013–2016 | Topsport Vlaanderen-Baloise           |
| 2017–2022 | Sport Vlaanderen-Baloise              |
| od 2023   | Team Flanders-Baloise                 |

## Sezony

### 2023

#### Skład
| Skład drużyny 2023      | Skład drużyny 2023   | Skład drużyny 2023 | Skład drużyny 2023                        |
| Imię i nazwisko         | Data urodzenia       | Państwo            | Poprzednia grupa                          |
| ----------------------- | -------------------- | ------------------ | ----------------------------------------- |
| Ruben Apers             | 25 sierpnia 1998     | Belgia             | Lotto-Soudal U23 (2020)                   |
| Jenno Berckmoes         | 4 lutego 2001        | Belgia             | Home Solution-Soenens Cycling Team (2021) |
| Kamiel Bonneu           | 1 sierpnia 1999      | Belgia             | GM Recycling Team (2020)                  |
| Vito Braet              | 2 listopada 2000     | Belgia             | Lotto-Soudal Development (2021)           |
| Arno Claeys             | 20 kwietnia 2000     | Belgia             | Elevate p/b Home Solution Soenens (2022)  |
| Toon Clynhens           | 9 lutego 2001        | Belgia             | Elevate p/b Home Solution Soenens (2022)  |
| Alex Colman             | 22 lipca 1998        | Belgia             | Canyon DHB p/b Soreen (2020)              |
| Sander De Pestel        | 11 października 1998 | Belgia             | Lotto-Soudal U23 (2019)                   |
| Lindsay De Vylder       | 30 maja 1995         | Belgia             | EFC-Etixx (2016)                          |
| Gilles De Wilde         | 12 października 1999 | Belgia             |                                           |
| Tuur Dens               | 26 czerwca 2000      | Belgia             |                                           |
| Milan Fretin            | 19 marca 2001        | Belgia             | Lotto-Soudal Development (2021)           |
| Vince Gerits            | 26 września 1997     | Belgia             |                                           |
| Jules Hesters           | 11 listopada 1998    | Belgia             | BEAT Cycling (2021)                       |
| Elias Maris             | 5 października 1999  | Belgia             | Leopard Pro Cycling (2022)                |
| Vincent Van Hemelen     | 2 listopada 2000     | Belgia             | Lotto-Soudal Development (2022)           |
| Aaron Van Poucke        | 4 kwietnia 1998      | Belgia             | Lotto-Soudal U23 (2018)                   |
| Noah Vandenbranden      | 29 lipca 2002        | Belgia             | Lotto-Soudal Development (2022)           |
| Ward Vanhoof            | 18 kwietnia 1999     | Belgia             | Lotto-Soudal U23 (2020)                   |
| Aaron Verwilst          | 2 maja 1997          | Belgia             | Lotto-Soudal U23 (2017)                   |
|                         |                      |                    |                                           |
| Źródło: ProCyclingStats |                      |                    |                                           |

#### Zwycięstwa
| Zwycięstwa | Zwycięstwa | Zwycięstwa | Zwycięstwa | Zwycięstwa | Zwycięstwa |
| Data       | Wyścig     | Państwo    | Kategoria  | Zwycięzca  |            |
| ---------- | ---------- | ---------- | ---------- | ---------- | ---------- |

### 2022

#### Skład
| Skład drużyny 2022      | Skład drużyny 2022   | Skład drużyny 2022 | Skład drużyny 2022                        |
| Imię i nazwisko         | Data urodzenia       | Państwo            | Poprzednia grupa                          |
| ----------------------- | -------------------- | ------------------ | ----------------------------------------- |
| Ruben Apers             | 25 sierpnia 1998     | Belgia             | Lotto-Soudal U23 (2020)                   |
| Jenno Berckmoes         | 4 lutego 2001        | Belgia             | Home Solution-Soenens Cycling Team (2021) |
| Kamiel Bonneu           | 1 sierpnia 1999      | Belgia             | GM Recycling Team (2020)                  |
| Vito Braet              | 2 listopada 2000     | Belgia             | Lotto-Soudal Development (2021)           |
| Alex Colman             | 22 lipca 1998        | Belgia             | Canyon DHB p/b Soreen (2020)              |
| Sander De Pestel        | 11 października 1998 | Belgia             | Lotto-Soudal U23 (2019)                   |
| Lindsay De Vylder       | 30 maja 1995         | Belgia             | EFC-Etixx (2016)                          |
| Gilles De Wilde         | 12 października 1999 | Belgia             |                                           |
| Tuur Dens               | 26 czerwca 2000      | Belgia             |                                           |
| Milan Fretin            | 19 marca 2001        | Belgia             | Lotto-Soudal Development (2021)           |
| Robbe Ghys              | 11 stycznia 1997     | Belgia             | Lotto-Soudal U23 (2017)                   |
| Rune Herregodts         | 27 lipca 1998        | Belgia             | Home Solution-Soenens Cycling Team (2020) |
| Jules Hesters           | 11 listopada 1998    | Belgia             | BEAT Cycling (2021)                       |
| Arne Marit              | 21 stycznia 1999     | Belgia             | Lotto-Soudal U23 (2020)                   |
| Julian Mertens          | 6 października 1997  | Belgia             | Lotto-Soudal U23 (2019)                   |
| Jens Reynders           | 25 maja 1998         | Belgia             | Hagens Berman Axeon (2020)                |
| Aaron Van Poucke        | 4 kwietnia 1998      | Belgia             | Lotto-Soudal U23 (2018)                   |
| Kenneth Van Rooy        | 8 października 1993  | Belgia             | Lotto-Soudal U23 (2015)                   |
| Ward Vanhoof            | 18 kwietnia 1999     | Belgia             | Lotto-Soudal U23 (2020)                   |
| Aaron Verwilst          | 2 maja 1997          | Belgia             | Lotto-Soudal U23 (2017)                   |
| Sasha Weemaes           | 9 lutego 1998        | Belgia             | EFC-L&R-Vulsteke (2018)                   |
|                         |                      |                    |                                           |
| Źródło: ProCyclingStats |                      |                    |                                           |

#### Zwycięstwa
| Zwycięstwa | Zwycięstwa                  | Zwycięstwa      | Zwycięstwa | Zwycięstwa      | Zwycięstwa |
| Data       | Wyścig                      | Państwo         | Kategoria  | Zwycięzca       |            |
| ---------- | --------------------------- | --------------- | ---------- | --------------- | ---------- |
| 16 lut     | Vuelta a Andalucía, 1. etap | Hiszpania       | 2.Pro      | Rune Herregodts |            |
| 4 sie      | Czech Tour, 1. etap         | Czechy          | 2.1        | Rune Herregodts |            |
| 6 sie      | Czech Tour, 3. etap         | Czechy          | 2.1        | Kamiel Bonneu   |            |
| 6 wrz      | Tour of Britain, 3. etap    | Wielka Brytania | 2.Pro      | Kamiel Bonneu   |            |

### 2021

#### Skład
| Skład drużyny 2021      | Skład drużyny 2021   | Skład drużyny 2021 | Skład drużyny 2021                            |
| Imię i nazwisko         | Data urodzenia       | Państwo            | Poprzednia grupa                              |
| ----------------------- | -------------------- | ------------------ | --------------------------------------------- |
| Ruben Apers             | 25 sierpnia 1998     | Belgia             | Lotto-Soudal U23 (2020)                       |
| Cédric Beullens         | 27 stycznia 1997     | Belgia             | EFC-L&R-Vulsteke (2019)                       |
| Alex Colman             | 22 lipca 1998        | Belgia             | Canyon DHB p/b Soreen (2020)                  |
| Kenny De Ketele         | 5 czerwca 1985       | Belgia             | Davitamon-Win For Life-Jong Vlaanderen (2007) |
| Sander De Pestel        | 11 października 1998 | Belgia             | Lotto-Soudal U23 (2019)                       |
| Lindsay De Vylder       | 30 maja 1995         | Belgia             | EFC-Etixx (2016)                              |
| Gilles De Wilde         | 12 października 1999 | Belgia             |                                               |
| Robbe Ghys              | 11 stycznia 1997     | Belgia             | Lotto-Soudal U23 (2017)                       |
| Rune Herregodts         | 27 lipca 1998        | Belgia             | Home Solution-Soenens Cycling Team (2020)     |
| Arne Marit              | 21 stycznia 1999     | Belgia             | Lotto-Soudal U23 (2020)                       |
| Julian Mertens          | 6 października 1997  | Belgia             | Lotto-Soudal U23 (2019)                       |
| Jens Reynders           | 25 maja 1998         | Belgia             | Hagens Berman Axeon (2020)                    |
| Thomas Sprengers        | 5 lutego 1990        | Belgia             | Lotto-Belisol U23 (2012)                      |
| Fabio Van den Bossche   | 21 września 2000     | Belgia             | EFC-L&R-Vulsteke (2019)                       |
| Aaron Van Poucke        | 4 kwietnia 1998      | Belgia             | Lotto-Soudal U23 (2018)                       |
| Kenneth Van Rooy        | 8 października 1993  | Belgia             | Lotto-Soudal U23 (2015)                       |
| Ward Vanhoof            | 18 kwietnia 1999     | Belgia             | Lotto-Soudal U23 (2020)                       |
| Aaron Verwilst          | 2 maja 1997          | Belgia             | Lotto-Soudal U23 (2017)                       |
| Jordi Warlop            | 4 czerwca 1996       | Belgia             | EFC-L&R-Vulsteke (2017)                       |
| Sasha Weemaes           | 9 lutego 1998        | Belgia             | EFC-L&R-Vulsteke (2018)                       |
| Thimo Willems           | 9 lutego 1996        | Belgia             | EFC-L&R-Vulsteke (2018)                       |
|                         |                      |                    |                                               |
| Źródło: ProCyclingStats |                      |                    |                                               |

#### Zwycięstwa
| Zwycięstwa | Zwycięstwa                    | Zwycięstwa | Zwycięstwa | Zwycięstwa      | Zwycięstwa |
| Data       | Wyścig                        | Państwo    | Kategoria  | Zwycięzca       |            |
| ---------- | ----------------------------- | ---------- | ---------- | --------------- | ---------- |
| 9 cze      | Baloise Belgium Tour, 1. etap | Belgia     | 2.Pro      | Robbe Ghys      |            |
| 16 paź     | Grand Prix du Morbihan        | Francja    | 1.Pro      | Arne Marit      |            |
| 24 paź     | Ronde van Drenthe             | Holandia   | 1.1        | Rune Herregodts |            |

### 2020

#### Skład
| Skład drużyny 2020      | Skład drużyny 2020   | Skład drużyny 2020 | Skład drużyny 2020                            |
| Imię i nazwisko         | Data urodzenia       | Państwo            | Poprzednia grupa                              |
| ----------------------- | -------------------- | ------------------ | --------------------------------------------- |
| Cédric Beullens         | 27 stycznia 1997     | Belgia             | EFC-L&R-Vulsteke (2019)                       |
| Amaury Capiot           | 25 czerwca 1993      | Belgia             | Lotto-Belisol U23 (2014)                      |
| Kenny De Ketele         | 5 czerwca 1985       | Belgia             | Davitamon-Win For Life-Jong Vlaanderen (2007) |
| Sander De Pestel        | 11 października 1998 | Belgia             | Lotto-Soudal U23 (2019)                       |
| Lindsay De Vylder       | 30 maja 1995         | Belgia             | EFC-Etixx (2016)                              |
| Gilles De Wilde         | 12 października 1999 | Belgia             |                                               |
| Kevin Deltombe          | 27 lutego 1994       | Belgia             | Lotto-Soudal U23 (2016)                       |
| Robbe Ghys              | 11 stycznia 1997     | Belgia             | Lotto-Soudal U23 (2017)                       |
| Milan Menten            | 31 października 1996 | Belgia             | Lotto-Soudal U23 (2017)                       |
| Julian Mertens          | 6 października 1997  | Belgia             | Lotto-Soudal U23 (2019)                       |
| Emiel Planckaert        | 22 października 1996 | Belgia             | Lotto-Soudal U23 (2017)                       |
| Edward Planckaert       | 1 lutego 1995        | Belgia             | Lotto-Soudal U23 (2016)                       |
| Thomas Sprengers        | 5 lutego 1990        | Belgia             | Lotto-Belisol U23 (2012)                      |
| Fabio Van den Bossche   | 21 września 2000     | Belgia             | EFC-L&R-Vulsteke (2019)                       |
| Aaron Van Poucke        | 4 kwietnia 1998      | Belgia             | Lotto-Soudal U23 (2018)                       |
| Kenneth Van Rooy        | 8 października 1993  | Belgia             | Lotto-Soudal U23 (2015)                       |
| Aaron Verwilst          | 2 maja 1997          | Belgia             | Lotto-Soudal U23 (2017)                       |
| Jordi Warlop            | 4 czerwca 1996       | Belgia             | EFC-L&R-Vulsteke (2017)                       |
| Sasha Weemaes           | 9 lutego 1998        | Belgia             | EFC-L&R-Vulsteke (2018)                       |
| Thimo Willems           | 9 lutego 1996        | Belgia             | EFC-L&R-Vulsteke (2018)                       |
|                         |                      |                    |                                               |
| Źródło: ProCyclingStats |                      |                    |                                               |

### 2019

#### Skład
| Skład drużyny 2019      | Skład drużyny 2019   | Skład drużyny 2019 | Skład drużyny 2019                            |
| Imię i nazwisko         | Data urodzenia       | Państwo            | Poprzednia grupa                              |
| ----------------------- | -------------------- | ------------------ | --------------------------------------------- |
| Piet Allegaert          | 20 stycznia 1995     | Belgia             | EFC-Etixx (2016)                              |
| Amaury Capiot           | 25 czerwca 1993      | Belgia             | Lotto-Belisol U23 (2014)                      |
| Kenny De Ketele         | 5 czerwca 1985       | Belgia             | Davitamon-Win For Life-Jong Vlaanderen (2007) |
| Moreno De Pauw          | 12 sierpnia 1991     | Belgia             | Rock Werchter (2013)                          |
| Lindsay De Vylder       | 30 maja 1995         | Belgia             | EFC-Etixx (2016)                              |
| Benjamin Declercq       | 4 lutego 1994        | Belgia             | EFC-Etixx (2016)                              |
| Kevin Deltombe          | 27 lutego 1994       | Belgia             | Lotto-Soudal U23 (2016)                       |
| Robbe Ghys              | 11 stycznia 1997     | Belgia             | Lotto-Soudal U23 (2017)                       |
| Milan Menten            | 31 października 1996 | Belgia             | Lotto-Soudal U23 (2017)                       |
| Christophe Noppe        | 29 listopada 1994    | Belgia             | EFC-Etixx (2016)                              |
| Edward Planckaert       | 1 lutego 1995        | Belgia             | Lotto-Soudal U23 (2016)                       |
| Emiel Planckaert        | 22 października 1996 | Belgia             | Lotto-Soudal U23 (2017)                       |
| Thomas Sprengers        | 5 lutego 1990        | Belgia             | Lotto-Belisol U23 (2012)                      |
| Dries Van Gestel        | 30 września 1994     | Belgia             | Lotto-Soudal U23 (2015)                       |
| Mathias Van Gompel      | 24 września 1995     | Belgia             | Lotto-Soudal U23 (2017)                       |
| Preben Van Hecke        | 9 lipca 1982         | Belgia             | Predictor-Lotto (2007)                        |
| Aaron Van Poucke        | 4 kwietnia 1998      | Belgia             | Lotto-Soudal U23 (2018)                       |
| Kenneth Van Rooy        | 8 października 1993  | Belgia             | Lotto-Soudal U23 (2015)                       |
| Aaron Verwilst          | 2 maja 1997          | Belgia             | Lotto-Soudal U23 (2017)                       |
| Jordi Warlop            | 4 czerwca 1996       | Belgia             | EFC-L&R-Vulsteke (2017)                       |
| Sasha Weemaes           | 9 lutego 1998        | Belgia             | EFC-L&R-Vulsteke (2018)                       |
| Thimo Willems           | 9 lutego 1996        | Belgia             | EFC-L&R-Vulsteke (2018)                       |
|                         |                      |                    |                                               |
| Źródło: ProCyclingStats |                      |                    |                                               |

### 2018

#### Skład
| Skład drużyny 2018                       | Skład drużyny 2018   | Skład drużyny 2018 | Skład drużyny 2018                            |
| Imię i nazwisko                          | Data urodzenia       | Państwo            | Poprzednia grupa                              |
| ---------------------------------------- | -------------------- | ------------------ | --------------------------------------------- |
| Piet Allegaert                           | 20 stycznia 1995     | Belgia             | EFC-Etixx (2016)                              |
| Amaury Capiot                            | 25 czerwca 1993      | Belgia             | Lotto-Belisol U23 (2014)                      |
| Aimé De Gendt                            | 17 czerwca 1994      | Belgia             | EFC-Etixx (2015)                              |
| Kenny De Ketele                          | 5 czerwca 1985       | Belgia             | Davitamon-Win For Life-Jong Vlaanderen (2007) |
| Moreno De Pauw                           | 12 sierpnia 1991     | Belgia             | Rock Werchter (2013)                          |
| Lindsay De Vylder                        | 30 maja 1995         | Belgia             | EFC-Etixx (2016)                              |
| Benjamin Declercq                        | 4 lutego 1994        | Belgia             | EFC-Etixx (2016)                              |
| Kevin Deltombe                           | 27 lutego 1994       | Belgia             | Lotto-Soudal U23 (2016)                       |
| Maxime Farazijn                          | 2 czerwca 1994       | Belgia             | EFC-Etixx (2015)                              |
| Robbe Ghys                               | 11 stycznia 1997     | Belgia             | Lotto-Soudal U23 (2017)                       |
| Milan Menten                             | 31 października 1996 | Belgia             | Lotto-Soudal U23 (2017)                       |
| Christophe Noppe                         | 29 listopada 1994    | Belgia             | EFC-Etixx (2016)                              |
| Emiel Planckaert                         | 22 października 1996 | Belgia             | Lotto-Soudal U23 (2017)                       |
| Edward Planckaert                        | 1 lutego 1995        | Belgia             | Lotto-Soudal U23 (2016)                       |
| Jonas Rickaert                           | 7 lutego 1994        | Belgia             | Ovyta-Eijssen-Acrog (2013)                    |
| Thomas Sprengers                         | 5 lutego 1990        | Belgia             | Lotto-Belisol U23 (2012)                      |
| Dries Van Gestel                         | 30 września 1994     | Belgia             | Lotto-Soudal U23 (2015)                       |
| Mathias Van Gompel                       | 24 września 1995     | Belgia             | Lotto-Soudal U23 (2017)                       |
| Preben Van Hecke                         | 9 lipca 1982         | Belgia             | Predictor-Lotto (2007)                        |
| Kenneth Van Rooy                         | 8 października 1993  | Belgia             | Lotto-Soudal U23 (2015)                       |
| Aaron Verwilst                           | 2 maja 1997          | Belgia             | Lotto-Soudal U23 (2017)                       |
| Jordi Warlop                             | 4 czerwca 1996       | Belgia             | EFC-L&R-Vulsteke (2017)                       |
| Sasha Weemaes (1 lip–31 gru)             | 9 lutego 1998        | Belgia             | EFC-L&R-Vulsteke (2018)                       |
|                                          |                      |                    |                                               |
| Źródła: ProCyclingStats Cycling Quotient |                      |                    |                                               |

### 2017

#### Skład
| Skład drużyny 2017                       | Skład drużyny 2017  | Skład drużyny 2017 | Skład drużyny 2017                            |
| Imię i nazwisko                          | Data urodzenia      | Państwo            | Poprzednia grupa                              |
| ---------------------------------------- | ------------------- | ------------------ | --------------------------------------------- |
| Piet Allegaert                           | 20 stycznia 1995    | Belgia             | EFC-Etixx (2016)                              |
| Amaury Capiot                            | 25 czerwca 1993     | Belgia             | Lotto-Belisol U23 (2014)                      |
| Aimé De Gendt                            | 17 czerwca 1994     | Belgia             | EFC-Etixx (2015)                              |
| Kenny De Ketele                          | 5 czerwca 1985      | Belgia             | Davitamon-Win For Life-Jong Vlaanderen (2007) |
| Moreno De Pauw                           | 12 sierpnia 1991    | Belgia             | Rock Werchter (2013)                          |
| Lindsay De Vylder                        | 30 maja 1995        | Belgia             | EFC-Etixx (2016)                              |
| Benjamin Declercq                        | 4 lutego 1994       | Belgia             | EFC-Etixx (2016)                              |
| Kevin Deltombe                           | 27 lutego 1994      | Belgia             | Lotto-Soudal U23 (2016)                       |
| Maxime Farazijn                          | 2 czerwca 1994      | Belgia             | EFC-Etixx (2015)                              |
| Eliot Lietaer                            | 15 sierpnia 1990    | Belgia             | EFC-Quick Step (2011)                         |
| Christophe Noppe                         | 29 listopada 1994   | Belgia             | EFC-Etixx (2016)                              |
| Edward Planckaert                        | 1 lutego 1995       | Belgia             | Lotto-Soudal U23 (2016)                       |
| Ruben Pols                               | 3 listopada 1994    | Belgia             | Lotto-Soudal U23 (2015)                       |
| Jonas Rickaert                           | 7 lutego 1994       | Belgia             | Ovyta-Eijssen-Acrog (2013)                    |
| Jarl Salomein                            | 27 stycznia 1989    | Belgia             | Beveren 2000 (2010)                           |
| Thomas Sprengers                         | 5 lutego 1990       | Belgia             | Lotto-Belisol U23 (2012)                      |
| Stijn Steels                             | 21 sierpnia 1989    | Belgia             | Crelan-Euphony (2013)                         |
| Dries Van Gestel                         | 30 września 1994    | Belgia             | Lotto-Soudal U23 (2015)                       |
| Preben Van Hecke                         | 9 lipca 1982        | Belgia             | Predictor-Lotto (2007)                        |
| Bert Van Lerberghe                       | 29 września 1992    | Belgia             | EFC-Omega Pharma-Quick Step (2014)            |
| Kenneth Van Rooy                         | 8 października 1993 | Belgia             | Lotto-Soudal U23 (2015)                       |
| Jens Wallays                             | 15 września 1992    | Belgia             | EFC-Omega Pharma-Quick Step (2014)            |
|                                          |                     |                    |                                               |
| Źródła: ProCyclingStats Cycling Quotient |                     |                    |                                               |

### 2016

#### Skład
| Skład drużyny 2016                                        | Skład drużyny 2016  | Skład drużyny 2016 | Skład drużyny 2016                            |
| Imię i nazwisko                                           | Data urodzenia      | Państwo            | Poprzednia grupa                              |
| --------------------------------------------------------- | ------------------- | ------------------ | --------------------------------------------- |
| Amaury Capiot                                             | 25 czerwca 1993     | Belgia             | Lotto-Belisol U23 (2014)                      |
| Aimé De Gendt                                             | 17 czerwca 1994     | Belgia             | EFC-Etixx (2015)                              |
| Kenny De Ketele                                           | 5 czerwca 1985      | Belgia             | Davitamon-Win For Life-Jong Vlaanderen (2007) |
| Moreno De Pauw                                            | 12 sierpnia 1991    | Belgia             | Rock Werchter (2013)                          |
| Floris De Tier                                            | 20 stycznia 1992    | Belgia             | EFC-Omega Pharma-Quick Step (2014)            |
| Tim Declercq                                              | 21 marca 1989       | Belgia             | Soenens-Construkt Glas (2011)                 |
| Maxime Farazijn                                           | 2 czerwca 1994      | Belgia             | EFC-Etixx (2015)                              |
| Sander Helven                                             | 30 maja 1990        | Belgia             | Ovyta-Eijssen-Acrog (2012)                    |
| Eliot Lietaer                                             | 15 sierpnia 1990    | Belgia             | EFC-Quick Step (2011)                         |
| Ruben Pols                                                | 3 listopada 1994    | Belgia             | Lotto-Soudal U23 (2015)                       |
| Jonas Rickaert                                            | 7 lutego 1994       | Belgia             | Ovyta-Eijssen-Acrog (2013)                    |
| Jarl Salomein                                             | 27 stycznia 1989    | Belgia             | Beveren 2000 (2010)                           |
| Thomas Sprengers                                          | 5 lutego 1990       | Belgia             | Lotto-Belisol U23 (2012)                      |
| Stijn Steels                                              | 21 sierpnia 1989    | Belgia             | Crelan-Euphony (2013)                         |
| Dries Van Gestel                                          | 30 września 1994    | Belgia             | Lotto-Soudal U23 (2015)                       |
| Preben Van Hecke                                          | 9 lipca 1982        | Belgia             | Predictor-Lotto (2007)                        |
| Gijs Van Hoecke                                           | 12 listopada 1991   | Belgia             | Omega Pharma-Lotto Davo (2011)                |
| Bert Van Lerberghe                                        | 29 września 1992    | Belgia             | EFC-Omega Pharma-Quick Step (2014)            |
| Jef Van Meirhaeghe                                        | 21 stycznia 1992    | Belgia             | Lotto-Belisol U23 (2014)                      |
| Kenneth Van Rooy                                          | 8 października 1993 | Belgia             | Lotto-Soudal U23 (2015)                       |
| Pieter Vanspeybrouck                                      | 10 lutego 1987      | Belgia             | Quick Step-Beveren 2000 (2007)                |
| Otto Vergaerde                                            | 15 lipca 1994       | Belgia             | Ovyta-Eijssen-Acrog (2013)                    |
| Jens Wallays                                              | 15 września 1992    | Belgia             | EFC-Omega Pharma-Quick Step (2014)            |
|                                                           |                     |                    |                                               |
| Źródła: ProCyclingStats Cycling Quotient Cycling Archives |                     |                    |                                               |

### 2015

#### Skład
| Skład drużyny 2015                                        | Skład drużyny 2015   | Skład drużyny 2015 | Skład drużyny 2015                            |
| Imię i nazwisko                                           | Data urodzenia       | Państwo            | Poprzednia grupa                              |
| --------------------------------------------------------- | -------------------- | ------------------ | --------------------------------------------- |
| Victor Campenaerts                                        | 28 października 1991 | Belgia             | Lotto-Belisol U23 (2013)                      |
| Amaury Capiot                                             | 25 czerwca 1993      | Belgia             | Lotto-Belisol U23 (2014)                      |
| Kenny De Ketele                                           | 5 czerwca 1985       | Belgia             | Davitamon-Win For Life-Jong Vlaanderen (2007) |
| Moreno De Pauw                                            | 12 sierpnia 1991     | Belgia             | Rock Werchter (2013)                          |
| Floris De Tier                                            | 20 stycznia 1992     | Belgia             | EFC-Omega Pharma-Quick Step (2014)            |
| Tim Declercq                                              | 21 marca 1989        | Belgia             | Soenens-Construkt Glas (2011)                 |
| Sander Helven                                             | 30 maja 1990         | Belgia             | Ovyta-Eijssen-Acrog (2012)                    |
| Pieter Jacobs                                             | 6 czerwca 1986       | Belgia             | Silence-Lotto (2009)                          |
| Eliot Lietaer                                             | 15 sierpnia 1990     | Belgia             | EFC-Quick Step (2011)                         |
| Oliver Naesen                                             | 16 września 1990     | Belgia             | Cibel (2014)                                  |
| Jonas Rickaert                                            | 7 lutego 1994        | Belgia             | Ovyta-Eijssen-Acrog (2013)                    |
| Jarl Salomein                                             | 27 stycznia 1989     | Belgia             | Beveren 2000 (2010)                           |
| Thomas Sprengers                                          | 5 lutego 1990        | Belgia             | Lotto-Belisol U23 (2012)                      |
| Stijn Steels                                              | 21 sierpnia 1989     | Belgia             | Crelan-Euphony (2013)                         |
| Edward Theuns                                             | 30 kwietnia 1991     | Belgia             | VL Technics-Abutriek (2013)                   |
| Preben Van Hecke                                          | 9 lipca 1982         | Belgia             | Predictor-Lotto (2007)                        |
| Gijs Van Hoecke                                           | 12 listopada 1991    | Belgia             | Omega Pharma-Lotto Davo (2011)                |
| Bert Van Lerberghe                                        | 29 września 1992     | Belgia             | EFC-Omega Pharma-Quick Step (2014)            |
| Jef Van Meirhaeghe                                        | 21 stycznia 1992     | Belgia             | Lotto-Belisol U23 (2014)                      |
| Arthur Vanoverberghe                                      | 7 lutego 1990        | Belgia             | Ovyta-Eijssen-Acrog (2011)                    |
| Pieter Vanspeybrouck                                      | 10 lutego 1987       | Belgia             | Quick Step-Beveren 2000 (2007)                |
| Otto Vergaerde                                            | 15 lipca 1994        | Belgia             | Ovyta-Eijssen-Acrog (2013)                    |
| Jelle Wallays                                             | 11 maja 1989         | Belgia             | Beveren 2000 (2010)                           |
| Jens Wallays                                              | 15 września 1992     | Belgia             | EFC-Omega Pharma-Quick Step (2014)            |
|                                                           |                      |                    |                                               |
| Źródła: ProCyclingStats Cycling Quotient Cycling Archives |                      |                    |                                               |